# Sue Prideaux
Sue Prideaux (geboren 1. Juni 1946) ist eine norwegisch-britische Schriftstellerin.

## Leben
Sue Prideaux hat familiäre Wurzeln in Norwegen, wo sie vorwiegend lebt. Ihre Großtante, Kiss Bennett, hatte eine langjährige Liebesbeziehung mit Roald Amundsen, ihr Großonkel Thomas Olsen förderte Edvard Munch. Sie studierte Kunst und arbeitete in Florenz, Paris und London als Kunsthistorikerin. Ihr schriftstellerisches Werk umfasst Biografien und Romane.
Prideaux ist Expertin für das Werk von Edvard Munch; sie schrieb Artikel und hielt Vorträge über ihn. In ihrer Munch-Biografie Behind the Scream erzählt sie unter anderem von ihrer Patentante, die von Munch porträtiert wurde. Das Buch, in dem Prideaux  mit Tagebucheinträgen Munchs arbeitet, seine geistigen Einflüsse herausarbeitet und sich mit seinen Ängsten beschäftigt, wurde mit dem James Tait Black Memorial Prize ausgezeichnet.
Auch ihre 2012 erschienene Biografie über August Strindberg wurde wohlwollend aufgenommen und erhielt den Duff Cooper Prize; außerdem erreichte sie die Shortlist des Samuel Johnson Prize für Nonfiction.
Im Jahr 2019 erhielt Sue Prideaux den Hawthornden-Preis für I Am Dynamite! A Life of Friedrich Nietzsche. Bei der Preisvergabe sagte die Vorsitzende des Hawthornden-Preis-Komitees, Dame Hermione Lee: „Die Jurymitglieder waren sich alle einig, dass Friedrich Nietzsche ein schwieriges Thema ist und dass diese großartige Biographie die bisher in weiten Kreisen akzeptierte Sichtweise auf Nietzsche vollkommen ändert. Seine Charakterisierung in dem Werk ist großartig und äußerst scharfsinnig. Der wundervolle Ausdruck enthält scharfe Wendungen mit exzellent stilistischen Überraschungen. Die Handlung ist schwungvoll und packend geschrieben, außergewöhnlich und oft überraschend lustig.“
2025 wurde Prideaux für Wild Thing: A Life of Paul Gauguin der Duff Cooper Prize zugesprochen.

## Schriften (Auswahl)
- Rude mechanicals. London: Abacus, 1997
- Magnetic North. London: Little, Brown, 1998
- Edvard Munch: Behind the Scream. Cumberland: Yale University Press, 2005
- Alexander Adams, ruins and landscapes. Ausstellungskatalog. Text Sue Prideaux. Chester: Golconda Fine Art Books, 2007 ISBN 978-0-9550843-3-1
- Thore Heramb[7]. Oslo: Labyrinth, 2006
- Strindberg: A Life. Cumberland: Yale University Press, 2012
- I Am Dynamite! A Life of Friedrich Nietzsche. London: Faber, 2018, ISBN 978-0-571-33621-0
- Wild Thing: A Life of Paul Gaugin. London: Faber, 2024